# Georges Hébert (peintre)
 (novembre 2014).
Pour les articles homonymes, voir Hébert.
Georges Jean-Baptiste Hébert, né à Rouen le 26 juillet 1837 et mort à Paris 16e le 8 juin 1904, est un peintre français. 
Il a obtenu, dès ses débuts, plusieurs médailles dans les expositions de province : une récompense à Rouen, la médaille d’or quelques années après, et ensuite d’autres médailles aux expositions du Havre, de Caen, etc. Les critiques d’art ont consacré, dans les journaux, beaucoup d’articles à son œuvre, qui se compose de plus de cent toiles de diverses dimensions.

## Biographie
Georges Hébert est fils d'un notaire honoraire à Rouen.
Par la suite il est l’élève d’Ernest Hébert, ancien directeur de l’Académie de France à Rome. Après avoir terminé ses études à Paris aux collèges Stanislas et Saint Louis, il suit la vocation qu’il ressent dès sa jeunesse pour les beaux-arts en se consacrant aussitôt à l’étude de la peinture. Il visite l’Angleterre, puis séjourne un an en Algérie, où il étudie la civilisation arabe, qui a une grande influence sur sa première manière.
De retour en France, il étudie spécialement les maîtres coloristes, et reçoit les conseils d’Eugène Delacroix. Il expose, pendant quinze ans, à Paris et dans les principales villes de province ainsi qu'à l’étranger. Après avoir traité plusieurs sujets religieux, dont une toile de dix-sept pieds commandée pour une église des environs de Paris, et avoir produit beaucoup de tableaux de genre Louis XV, chevaux, paysages, etc., il se livre presque exclusivement à l’exécution de portraits, dont il peint un grand nombre à Paris et à Rouen, dans des familles très connues de l’époque. On lui doit également une série d’études du corps humain, grandeur nature, dont quelques-unes sont fort remarquées au Salon de 1870 — Salon auquel il participe de 1861 à 1882.
Pendant la guerre franco-allemande de 1870, il sert en qualité de sous-lieutenant dans la légion des mobilisés de Dieppe. En 1873, il parcourt l’Italie, visitant notamment Turin, Milan, Florence, Venise, Naples et Rome où il rencontre à nouveau son maître à la villa Médicis.
Il avait épousé Jeanne Stevens (1856 Bruxelles - 1903 Paris), fille d'Arthur Stevens (1825 - 1890), critique d'art et marchand de tableaux, et de Mathilde Kindt (1835 Bruxelles - 1886 Paris). Ils eurent Jean Hébert-Stevens, né le 27 juillet 1888 à Maisons-Laffitte et mort le 7 mars 1943 à Paris, qui fut peintre et maître-verrier.[réf. nécessaire]

## Œuvre partiel
- À la source, étude, Salon de Paris 1870 ;
- Baigneuses, étude, Salon de Paris 1870 ;
- Campement de Chaudronniers hongrois ;
- Chaudronnière hongroise ;
- II farniente ;
- Jésus chez Marthe et Marie, tableau acquis par la Société des amis des arts de Rouen ;
- La Femme adultère ;
- La Pensée, 1876 ;
- Jeune fille de la campagne de Rome, 1876 ;
- La Perle d’Orient, Salon de Paris, 1884 ;
- Le Crucifiement ;
- Portrait d’enfant, 1873 ;
- Rendez-vous de chasse sous Louis XV ;
- Saint-Sébastien ;
- Kawadji (un Marchand de café), scène orientale ;
- Saint Sébastien ;
- Portraits d’enfants ;
- Un assez grand nombre de Portraits exposés au Salon de Paris, de 1861 à 1873 ;
- Deux Portraits anonymes en 1874-75.